# Манвајлер-Келн
Манвајлер-Келн (њем. Mannweiler-Cölln) општина је у њемачкој савезној држави Рајна-Палатинат. Једно је од 81 општинског средишта округа Донерсберг. Према процјени из 2010. у општини је живјело 425 становника. Посједује регионалну шифру (AGS) 7333043.

## Географски и демографски подаци
Манвајлер-Келн се налази у савезној држави Рајна-Палатинат у округу Донерсберг. Општина се налази на надморској висини од 165 метара. Површина општине износи 4,9 km². У самом мјесту је, према процјени из 2010. године, живјело 425 становника. Просјечна густина становништва износи 87 становника/km².